# Rastovac (Grubišno Polje)
Rastovac is een plaats in de gemeente Grubišno Polje in de Kroatische provincie Bjelovar-Bilogora. De plaats telt 63 inwoners (2001).